# 印度對外貿易
印度對外貿易（英語：foreign trade of India）包含所有印度的進口與出口。該國的總體貿易事務歸由中央層級的印度商業和工業部管轄。
印度的經濟歷史與對外貿易密不可分，其豐富的貿易路線、殖民時期影響和經濟改革，在數世紀以來構建出這個國家的外貿故事。貿易從古代的絲綢之路到當代，均在印度經濟演變中扮演舉足輕重的角色，這一趨勢延續至今。以2018年為例，印度對外貿易的金額在該國的國內生產毛額（GDP）中有近一半的佔比（48.8%）。而到2023年，此項佔比為45.92%。
印度在多年中顯著擴大其對外貿易關係，向約190個國家出口約7,500種商品，並從140個國家進口約6,000種商品。根據商業和工業部的數據，2024-25財政年度商品和服務出口強勁增長6.03%，估計在2024年4月至12月期間將達到6,026.4億美元，而於2023年同期為5,683.6億美元。
印度政府已實施多項措施來改善出口和貿易表現，例如推出2023-28年新外貿政策。並啟動多項倡議，例如用於簽發原產地證明的通用數位平台，以及為精確識別各地區出口潛力產品的"地區出口中心"（Export Hubs）計畫。前述措施，連同賈提·夏克蒂計畫（Pradhan Mantri Gati Shakti programs（也稱總理加速計畫，由執政的納倫德拉·莫迪政府提出）和印度製造（Make in India）倡議，共同支持印度在全球貿易中的地位，並透過整體出口的增加來推動國家經濟成長。

## 歷史
統治英屬印度的政府甚至在印度獨立之前就擁有半自治，處理外交關係的權力。它之下有殖民地（例如亞丁殖民地），這些殖民地可以派駐並接待完整的外交使團，英屬印度是國際聯盟 和聯合國的創始成員。印度於1947年脫離英國，獨立後很快就加入大英國協，並大力支持其他外國殖民地的獨立運動，例如印尼民族革命 。而印巴分治和各種領土糾紛，特別是克什米爾衝突，成為日後印度與巴基斯坦兩國間關係緊張的導因。印度於冷戰期間奉行不結盟政策，不依附於任何主要權力集團。然而印度仍與蘇聯建立密切的關係，並因此獲得廣泛的軍事支持。

### 公元100年左右
《愛利脫利亞海週航記》是一份由一位佚名的亞歷山卓水手於公元100年左右撰寫的航海紀，其中描述包括印度在內地區之間的貿易。

### 公元1500年左右
葡萄牙探險家瓦斯科·達伽馬於1498年在卡利卡特（Calicut ，今喀拉拉邦的科澤科德）登陸，他是第一位航行到印度的歐洲人。這次航行所帶來的巨大利潤使得葡萄牙人渴望與印度進行更多貿易，並吸引其他歐洲航海家和商人加入 。
一位葡萄牙貴族出身，名為佩德羅·艾瓦里茲·卡布拉爾的航海家，於1501年啟程前往印度，並在卡利卡特和科欽（Cochin，今日的科契）建立葡萄牙的貿易站。他於同年返回葡萄牙，帶回胡椒、薑、肉桂、荳蔻、肉荳蔻、肉荳蔻衣和丁子香。這次航程所帶來的利潤相當豐厚。 

### 1991年經濟改革
印度在1991年實施經濟自由化之前，是一個封閉的經濟體，平均關稅稅率超過200%，且對進口實施廣泛的數量限制。外國投資受到嚴格管制，企業所有權僅能由印度人擁有。印度的經濟從自由化啟動之後得以改善，主要是由於對外貿易金額增加的緣故。該國在1990年代和2000年代的改革，目的為提高國內各行業的國際競爭力，包括汽車零組件、電信、軟體、製藥、生物科技、研究開發以及專業服務。改革措施包括有降低進口關稅、放鬆市場管制和降低企業稅賦，促使外國進入印度的投資增加，並帶來高度經濟成長。於1992年到2005年期間，進入印度的外國投資金額增長316.9%，印度的GDP從1991年的2,660億美元增長到2018年的2.3兆美元。 
印度於2023年的GDP為3.63兆美元，而在2024年則為3.91兆美元。

## 服務業貿易
截至2023年，印度是世界第七大商業服務出口國，佔全球服務業貿易的4.6%。印度於當年的服務業出口增長27%。而該國重要的服務業者在當年9月份得益於此領域的強勁需求，而有加速的成長。最近的一項調查也顯示業界展現出九年多以來的最樂觀情緒。根據標普全球的印度服務業採購經理人指數 - 從8月份的60.1上升至61.0。超出路透社民意調查的預期，該調查原預計會小幅下降至59.5。 
印度服務業出口的範疇涵蓋多樣，從資訊科技（IT） 到海外專業人士提供的醫療服務。印度儲備銀行（RBI）雖然不提供服務業出口的按月詳細數據，但會定期在其季度國際收支數據中發佈此類出口的分類數據。類別包括運輸、旅遊、建築、保險與退休金、金融服務、 電信、電腦與資訊服務，以及個人、文化、娛樂服務，和其他商業服務。
印度在服務業出口領域中，軟體仍佔主導地位。然而值得注意的是，"其他商業服務"的出口近期有顯著增長，在2023財政年度最初九個月（2023年4月至12月）中佔服務業出口總額的24% 。比2014財政年度的19%有顯著提升。此類別涵蓋一系列服務，包括法律服務、會計、審計、簿記、稅務諮詢服務、管理諮詢、管理及公共關係服務，以及廣告、市場研究和民意調查服務。

## 進口及出口
印度向約190個國家出口約7,500種商品，並從140個國家進口約6,000種商品。

### 製藥產業
估計印度製藥產業在2023-24財政年度的產值已達500億美元，並預計在2030年將成長至1,300億美元。根據出口數量計算，印度是全球最大的通用名藥物（學名藥）供應國，佔全球藥品出口總額的20%。印度同時也是全球最大的疫苗供應國，該國的疫苗產量佔全球總量的60%以上。印度生產的藥品銷往多個受嚴格監管的市場，包括美國、英國、歐盟和加拿大。
依據印度財政部提出的2023年聯邦預算，印度國內製藥市場的營業額估計已達410億美元。而根據印度藥品出口促進委員會（Pharmexcil）的數據，印度在2022-23財政年度的藥品出口收入為253億美元。印度在藥品和相關產品的出口價值在全球排名第3。

### 石油和天然氣產業
印度的石油和天然氣產業有悠久的歷史，並在近年來取得顯著的發展。印度的石油產業大約始於1889年，當時在今日的阿薩姆邦迪格博伊鎮附近首次發現石油儲層，引領印度邁出成為能源生產國的第一步。印度的天然氣產業則始於1960年代，當時在阿薩姆邦和馬哈拉什特拉邦（孟買高地油氣田）發現天然氣田，而為印度的能源結構帶來新的變化。
截至2018年3月31日，印度估計擁有5.9449億公噸的原油儲量和13,395.7億立方公尺的天然氣儲量。該國對石油的依賴程度較高，但國內產量有限，約有82%的石油需要經由進口來滿足。 印度政府為擺脫對進口石油的過度依賴而擬定頗具雄心的目標，計劃到2022年將石油進口比例降至67%， 這將透過加強國內勘探、發展再生能源和利用本土燃料乙醇替代來達成。然而根據印度石油和天然氣部所屬的石油計劃與分析小組（PPAC）提供的數據，該國於2023-24財政年度的進口依存度飆升至87.7%，高於2022-23財政年度的87.4%。印度於2023-24財政年度的國內原油產量幾乎沒有變化，維持在2,940萬噸。
印度是全球第2大原油淨進口國，2019年的進口量達到2.053億公噸。
儘管如此，印度的煉油能力在全球排名第4，擁有每天4.972億桶的煉油能力，這顯示印度在石油加工方面的實力。然而印度在近年的原油和天然氣產量出現下降趨勢。於2021-22財務年度，印度的國內原油產量比前一年下降5.2%，天然氣產量也下降8.1%。不過，2021年8月的數據顯示，天然氣產量出現20.23%的增長，這表明印度在天然氣探勘和開發方面仍在持續積極的進行。
- 加大勘探力度： 繼續加大對國內油氣資源的勘探力度，提高自產率。
- 發展清潔能源： 推動太陽能、風能等清潔能源的發展，逐步減少對化石燃料的依賴。
- 提高能源效率： 鼓勵節能，提高能源利用效率。
- 加強國際合作： 與其他國家合作，共同應對能源挑戰。

### 鑽石加工
本節摘自印度鑽石交易所#印度鑽石產業 。
印度鑽石產業預計在未來五年內每年平均增長10%至15%，佔全球鑽石出口總額的70%至75%，僱用的人數有85萬人，使其成為全球按價值和僱員數量計算的最大的鑽石切割中心。該國於2009年的毛坯鑽石進口量較前一年增長24.5%，達到1.498億克拉，而切磨鑽石出口量則增長28.3%，達到5,990萬克拉。
印度鑽石的切割和研磨（CPD）主要集中在古吉拉特邦的蘇拉特，該市也被譽為"鑽石之城"。蘇拉特的鑽石切割和研磨經營體規模不一，從僱用數千名鑽石工人的大型公司，到只有幾名工人的小型非正規企業都有。較大的鑽石切割和研磨單位擁有相對較好的工作和僱用條件，甚至會提供完善的福利。大多數CPD單位由卡提亞瓦半島人擁有，他們原是北古吉拉特地區的農民。整個鑽石CPD業基本上以社區為導向，大多數業主和工人都是卡提亞瓦半島人。在2008年經濟衰退期間，許多中小型CPD單位倒閉，而出現裁員，但仍有一些大型CPD企業設法將員工留住。主要是由於業主採取家長式管理，將工人視為大家庭中的成員 。

### 汽車產業
本節摘自印度汽車產業#出口。

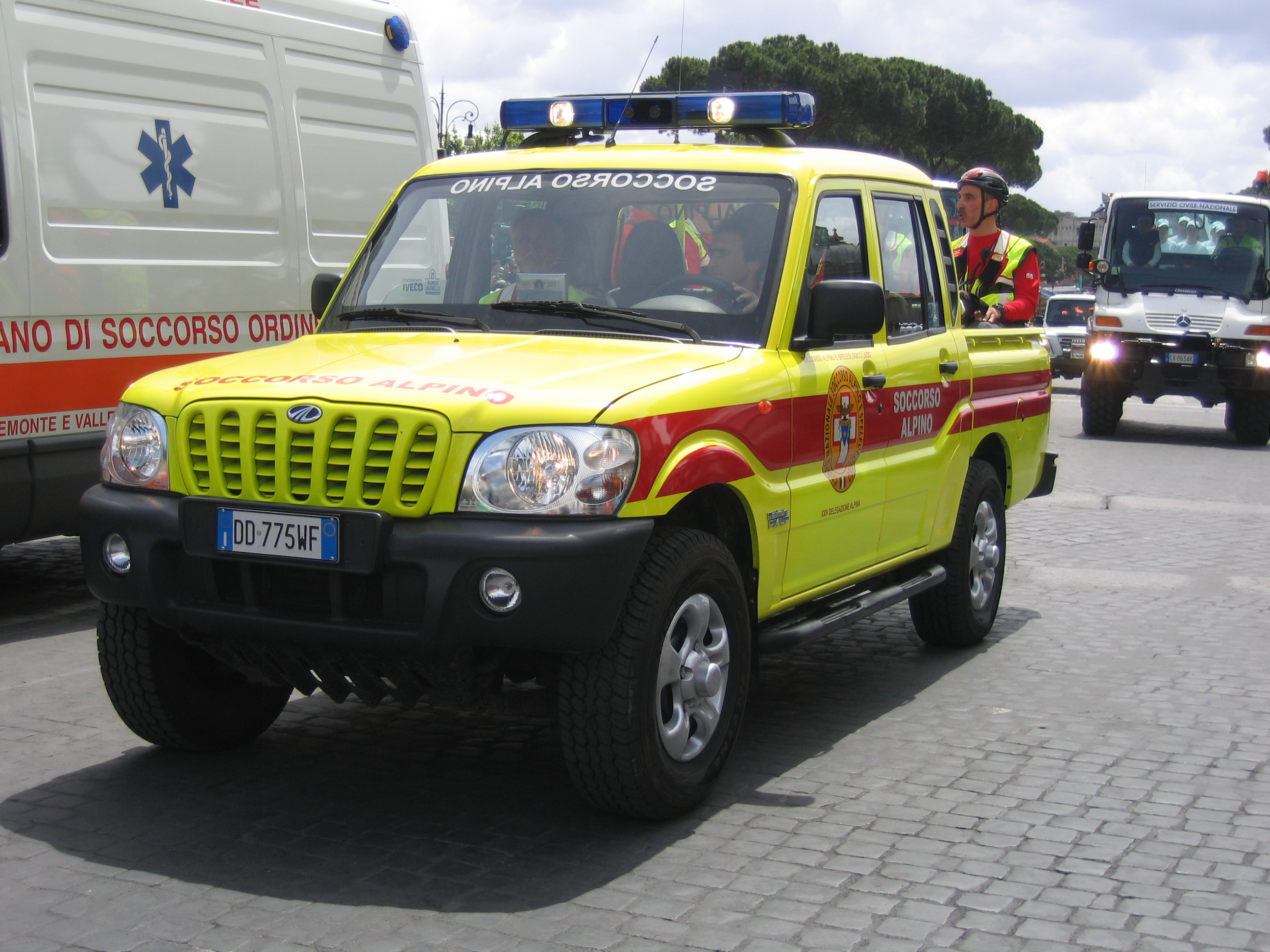
義大利國家登山與洞穴救援隊所採用的2007年馬亨達蠍子中型運動型多用途車。

印度汽車出口持續增長，於2009年達到45億美元，其中英國是印度最大的市場，其次是義大利、德國、荷蘭和南非。
根據《紐約時報》的報導，由於印度有強大的工程基礎以及在製造低成本、節能汽車方面的專業知識，促使現代汽車、日產汽車、豐田汽車、福斯汽車和馬魯蒂鈴木公司等多家汽車公司擴大其於印度的製造規模。於2008年，僅韓國現代汽車單獨一家在印度生產的汽車中就出口24萬輛。日產汽車計畫在2011年前從其印度工廠出口25萬輛汽車。同樣地，美國的通用汽車也宣佈，計畫在2011年前將其在印度製造的汽車出口約5萬輛。
福特汽車於2009年9月宣佈，計畫投資5億美元在印度設立一座年產能25萬輛汽車的工廠。所生產的汽車將同時供應印度國內市場和作出口用途。該公司表示，這座工廠是其將印度打造成其全球生產中心計畫中的一部分。 飛雅特集團則宣佈將從印度採購價值超過10億美元的汽車零組件 。

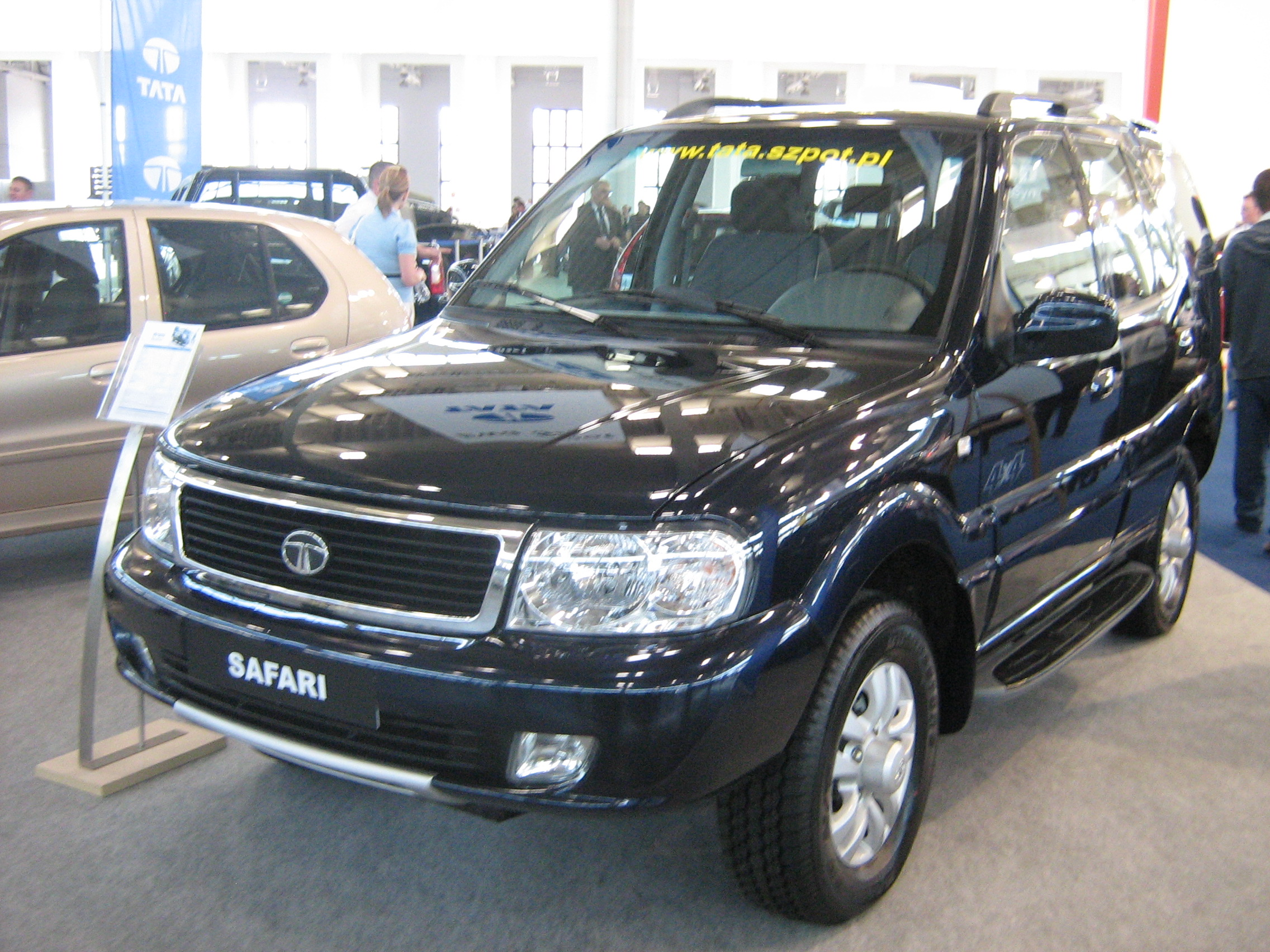
在在波蘭展出的一輛塔塔汽車製造，型號為Tata Safari 的中型運動型多用途車。

印度於2009年出口0.23百萬輛汽車，超越中國的0.16百萬輛，成為亞洲第四大汽車出口國，僅次於日本（1.77百萬輛）、韓國（1.12百萬輛）和泰國（0.26百萬輛）。 
《經濟時報》於2010年7月報導，指出寶獅雪鐵龍集團計畫重新進入印度市場，並在安德拉邦建立一座年產能10萬輛汽車的工廠，預計投資7億歐元。雪鐵龍於2021年進入印度市場，首款推出的是雪鐵龍C5 Aircross。
印度於近年已成為領先的小型汽車製造中心。馬魯蒂鈴木和現代汽車是該國排名在前兩名的汽車出口商。日產汽車也從其印度組裝線出口小型汽車。塔塔汽車則將其乘用車出口到多個亞洲和非洲市場。馬亨達集團於2000年代曾準備將其皮卡車和小型運動型多用途車引入美國市場，但後來取消。截至2019年，它正在美國限量組裝和銷售一款越野車（Mahindra Roxor，此款未獲道路行駛認證）。該車型也在加拿大銷售。雖然印度汽車產業的潛力巨大，但汽車需求會直接受到整體經濟及個人收入變化的影響，而可能存在阻礙未來成長的挑戰。 
馬亨達的主要海外市場有澳大利亞、南非、紐西蘭、美國和南亞 。
根據印度以進出口數據為基礎的商業情報平台EXIMpedia的近期資料：
- 印度於2025財政年度上半年的汽車出口數據，出口量增長14%，達到2,528,248輛。
- 印度汽車的主要出口目的地為南非、墨西哥、沙烏地阿拉伯、阿拉伯聯合大公國和智利。

根據全球貿易數據平台Tendata提供的數據：
- 2023年，全球汽車出口額達到的9,587億美元。
- 這個數字與五年前（2019年）的7,663億美元相比，顯著增長25.1%。
- 全球前五大汽車出口國分別是德國、日本、中國、韓國和美國。這五個國家合計佔國際市場汽車出口總額的一半以上（51.9%）。

## 貿易統計
印度近期對外貿易摘要如下表（單位：10億美元）。
| 財政年度 | 出口   | 進口   | 貿易順（或逆）差 |
| -------- | ------ | ------ | ---------------- |
| 1999年   | 36.3   | 50.2   | -13.9            |
| 2000年   | 43.1   | 60.8   | -17.7            |
| 2001年   | 42.5   | 54.5   | -12.0            |
| 2002年   | 44.5   | 53.8   | -9.3             |
| 2003年   | 48.3   | 61.6   | -13.3            |
| 2004年   | 57.24  | 74.15  | -16.91           |
| 2005年   | 69.18  | 89.33  | -20.15           |
| 2006年   | 76.23  | 113.1  | -36.87           |
| 2007年   | 112.0  | 100.9  | 11.1             |
| 2008年   | 176.4  | 305.5  | -129.1           |
| 2009年   | 168.2  | 274.3  | -106.1           |
| 2010年   | 201.1  | 327.0  | -125.9           |
| 2011年   | 299.4  | 461.4  | -162.0           |
| 2012年   | 298.4  | 500.4  | -202.0           |
| 2013年   | 313.2  | 467.5  | -154.3           |
| 2014年   | 318.2  | 462.9  | -144.7           |
| 2015年   | 310.3  | 447.9  | -137.6           |
| 2016年   | 262.3  | 381    | -118.7           |
| 2017年   | 275.8  | 384.3  | -108.5           |
| 2018年   | 303.52 | 465.58 | -162.05          |
| 2019年   | 330.07 | 514.07 | -184             |
| 2020年   | 314.31 | 467.19 | -158.88          |
| 2021年   | 420    | 612    | -192             |
| 2022年   | 676.53 | 760.06 | -83.53           |
| 2023年   | 770.18 | 892.18 | -122             |
| 2024年   | 820.93 | 915.19 | -94.26           |

## 印度的貿易夥伴
本節摘自印度最大貿易夥伴列表。
根據商業和工業部的資料，印度在2022-23財政年度中最大的十五個貿易夥伴佔印度貿易總額的61.67%。這些數據包括商品貿易，但不包括服務或外商直接投資。
印度交易量最大的兩種商品是礦物燃料（即石油，包括精煉/未精煉者）和黃金（成品金飾/金屬黃金）。在2013-14財政年度，礦物燃料（HS編碼27，HS編碼為Harmonized System code，是一種國際通用的商品分類編碼系統）是最大的交易品項，進口額達1,813.83億美元，精煉後再出口額為646.85億美元。於2024-2025財政年度，黃金及其成品（HS編碼71）是第二大交易品項，進口額達558.46億美元，經加值後再出口額為416.92億美元。其中大量的黃金以黃金化合物的形式從日本進口（主要為含有黃金成分的廢金屬，在印度加工並精煉出黃金），目的是依據印度-日本經濟夥伴關係協定（India-Japan Economic Partnership ）以節省關稅並免除進口稅。這不僅少收進口稅捐，也擴大貿易逆差。前述兩大商品在2013-14財政年度佔印度總進口額的53%、總出口額的34%，並幾乎佔據印度貿易逆差總額（1,360億美元）的100% 。服務業貿易（進出口）不屬於商品貿易。服務業貿易於2017-18財政年度有700億美元的順差 。在2023-24財政年度的順差為1,341億美元，在2024-25財政年度的順差為1,791億美元。
如果將歐盟（EU）視為一個整體，世界貿易組織（WTO）將印度商業服務業的出口為全球排名第五，商業服務的進口為全球排名第六。
印度出口的兩個主要目的地是歐盟和美國，而進口來源國主要是中國和歐盟。
前述數據包括商品貿易，但不包括服務業貿易，也不包括外國直接投資。

## 外部連結
- Directorate General of Foreign Trade
- Major Problems Hindering Indias Export Growth
- India Exports and Imports

Template:Economy of India